# Saint-Séverin-sur-Boutonne
Saint-Séverin-sur-Boutonne település Franciaországban, Charente-Maritime megyében. Lakosainak száma 93 fő (2022. január 1.). Saint-Séverin-sur-Boutonne Coivert, Dampierre-sur-Boutonne, Villeneuve-la-Comtesse, Le Vert és Plaine-d’Argenson községekkel határos.

## Népesség
A település népessége az elmúlt években az alábbi módon változott:
| Lakosok száma | 188  | 156  | 145  | 122  | 108  | 104  | 99   | 95   | 94   | 93   |
|               | 1968 | 1982 | 1990 | 2006 | 2013 | 2015 | 2017 | 2019 | 2020 | 2022 |